# Paulínia
Paulínia er en by og kommune (município) i delstaten São Paulo i Brasilien. Den har et indbyggertal på 97.702 (2015) indbyggere og dækker et areal på 139 km² (kommunen).
Byen blev grundlagt den 28. februar 1964 af José Lozano Araújo.